# Begonia bipinnatifida
Begonia bipinnatifida là một loài thực vật có hoa trong họ Thu hải đường. Loài này được J.J.Sm. mô tả khoa học đầu tiên năm 1906.